# Patissa fulvidorsalis
Patissa fulvidorsalis là một loài bướm đêm trong họ Crambidae.